# Донецький ліцей для обдарованих і талановитих дітей «Інтелект»
Ліцей для обдарованих і талановитих дітей «Інтелект» — середній загальноосвітній навчальний заклад Донецька.

## Загальна інформація
Ліцей відкрито в серпні 1995 року. Засновники:
- Управління освіти Донецької міської ради
- Інститут інформатики і штучного інтелекту ДонНТУ

Ліцей входить до складу регіонального науково-навчального об'єднання «Інтелект». Ліцею надає приміщення спеціалізована гуманітарна школа № 95.

## Навчальний процес
Викладання в ліцеї ведеться в рамках шестиденного навчального тижня. Навчання в ліцеї безкоштовне, за успіхи у навчанні та участь у житті ліцею учні отримують стипендію із спеціального фонду.
Профілі навчання:
- Інформатико-технологічний (включаючи 8 годин математики і 6-7 годин інформатики та на тиждень)
- Економічний
- Історико-філологічний (включаючи по 3 години історії України та всесвітньої історії на тиждень)[2]

В рамках навчального процесу ліцеїсти беруть участь в предметних олімпіадах та науково-дослідній роботі Малої академії наук. Зважаючи на відсутність власних лабораторій практичні заняття з хімії та фізики проходять в лабораторіях Донецького університету. На базі Донецького університету в ліцеї «Інтелект» проводився експеримент «ліцей-внз», в рамках якого учням 11-х класів викладалася програма перших курсів університету з метою забезпечити тим із них, хто успішно впорався з вивченням предметів, зарахування одразу на третій курс (згодом рішення про зарахування на третій курс було скасовано).

## Учні
За перші 14 років роботи ліцей підготував 891 випускника, з них 48 медалістів. 100% учнів стають студентами, більшість поступає в Інститут інформатики і штучного інтелекту ДонНТУ, Донецький національний технічний університет або Донецький національний університет.
За підсумками незалежного тестування ліцей увійшов до п'ятірки найкращих навчальних закладів Донецької області.